# Dáinn, Dvalinn, Duneyrr y Duraþrór

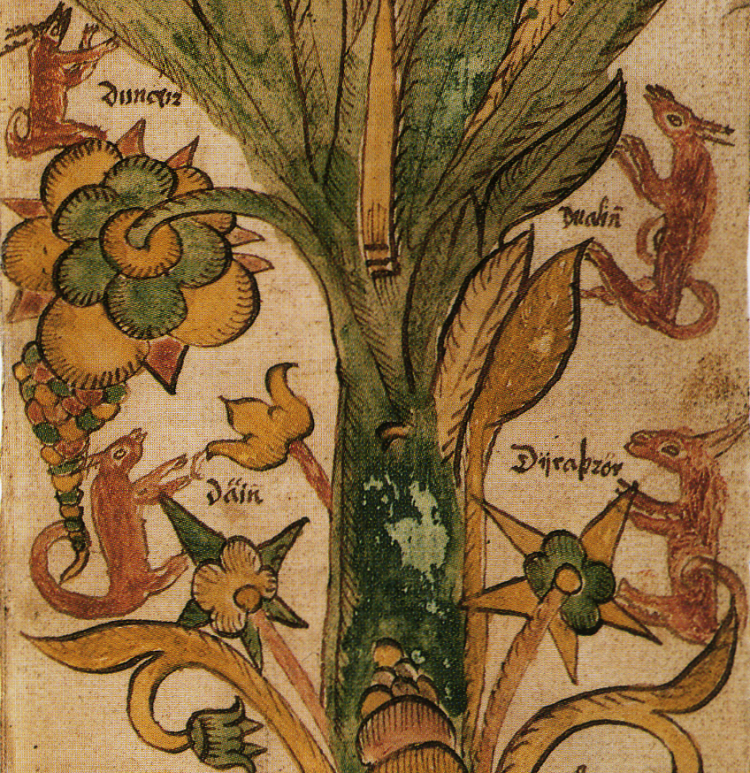
Imagen de un grabado que aparece en el manuscrito islandés del AM 738 4.º., que muestra a los cuatro ciervos bajo Yggdrasil.

En la mitología nórdica, Dáinn, Dvalinn, Duneyrr y Duraþrór eran cuatro ciervos mencionados en la Edda poética que pastaban bajo las ramas de Yggdrasil. Se citan como los espíritus de cuatro enanos con el mismo nombre que adoptan esa forma para llegar a las ramas más altas.